# El Passeig de Colom
El Passeig de Colom és una pintura a l'oli sobre tela realitzada per Pablo Picasso el 1903 a Barcelona i que actualment forma part de la col·lecció permanent del Museu Picasso de Barcelona. Es mostra a la Sala 11 de la col·lecció permanent del museu.

## Descripció
Aquesta pintura fou realitzada durant l'estada de Picasso a Barcelona entre el juny i el novembre de 1917 amb la companyia dels Ballets Russos de Serge Diaghilev, que presentava el ballet Parade al Teatre del Liceu.
Estilísticament, a El passeig de Colom Picasso juga amb la dualitat entre el cubisme sintètic i el puntillisme. La pintura hi és aplicada irregularment, combinant pinzellades amb molta matèria amb altres de més lleugeres. La finestra està concebuda com una estructura, que empra la distorsió de formes i la pràctica absència de colors típica del cubisme per projectar l'espectador cap al paisatge marítim del fons, aquest sí, acolorit i fet amb tocs de pinzell característics del neoimpressionisme.
Aquest oli és el preàmbul decisiu de la sèrie de finestres obertes en l'obra picassiana, tot i que ja l'havia utilitzat als inicis.
Com a subjecte artístic, la finestra pren protagonisme i serveix per a la creació de noves relacions espacials entre interior i exterior. Tant la barana com la bandera espanyola i l'estàtua de Colom aporten realisme a un paisatge òpticament inventat.

## Hotel Ranzini
La perspectiva que s'observa és la que es veia des del balcó de l'hotel Ranzini, al passeig de Colom, núm. 22, on s'allotjava la futura esposa de l'artista, Olga Khokhlova, ballarina de la companyia de Diaghilev.
A les col·leccions del Musée Picasso de París, hi figura un carnet de dibuixos fet per Picasso en aquest moment a Barcelona que recull diferents imatges d'Olga asseguda al balcó de l'hotel esmentat.